# The Blessed Damozel

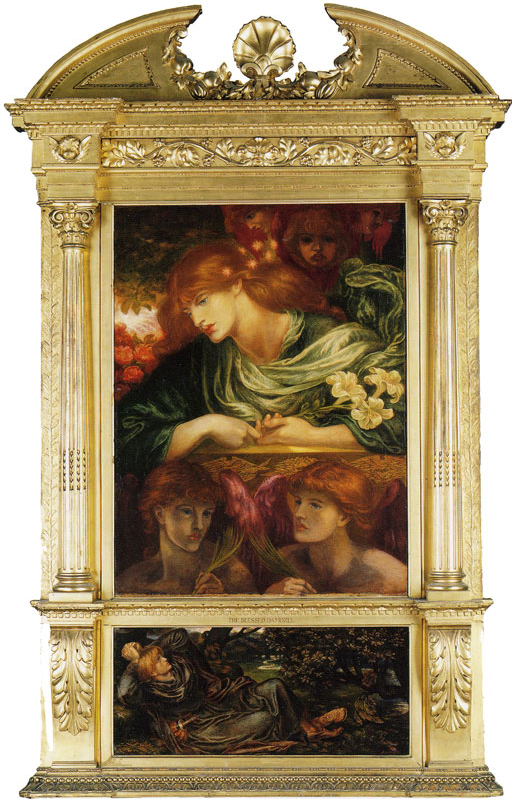
Versionen på Lady Lever Art Gallery målades 1875–1879.

The Blessed Damozel är den engelske konstnären och poeten Dante Gabriel Rossettis kanske mest kända dikt som utgavs 1850. Det är också namnet på en av hans målningar som finns i två versioner.

## Dikten
Dikten publicerades för första gången 1850 i prerafaeliternas tidskrift The Germ. Rossetti reviderade därefter dikten två gånger och publicerade den åter 1856, 1870 och 1873. Den är delvis inspirerad av Edgar Allan Poes dikt Korpen som skildrade en man som sörjer sin älskades död. Rossetti valde ett omvänt perspektiv och skildrade en kvinnas ("damozel") sorg, hennes längtan efter att återförenas med sin älskare i himlen och hur hon från himlen observerar honom nere på jorden.
Rossetti drabbades själv av sorg när hans hustru Elizabeth Siddal dog 1862. Det påverkade honom djupt, vilket han bland annat uttryckte i målningen Beata Beatrix (1864–1870).

## Målning i Boston
Målningen utfördes 1871–1878 och ingår sedan 1943 i Fogg Museums (Harvard Art Museum) samlingar i Boston. Rossetti påbörjade målningen efter en beställning 1871 av sin mecenat William Graham (1817–1885). Det var den enda gången han använde en egen dikt som inspiration för sitt måleri. Däremot skedde ibland det omvända: att han diktade utifrån egna målningar, till exempel i Proserpine. Det var Graham som föreslog att han skulle måla verket som ett renässansaltare med en predella, det vill säga med en mindre målning nedtill. 
I den övre bilden skildras en sörjande kvinna. Som modell för kvinnan satt Alexa Wilding (1847–1884) som var Rossettis mest frekventa modell, till exempel i The Beloved (1866), Monna Vanna (1866) och The Bower Meadow (1872). Med längtan i blicken ser hon ner från himlen på sin älskade som avbildas levande i den nedre predellan.  

## Målning i Liverpool
Målningen utfördes 1875–1879 och ingår sedan 1922 i Lady Lever Art Gallerys samlingar i Liverpool. Den är något mindre än Bostonversionen och är 111 cm hög och 82,7 cm bred. Den nedre predellan är 36,5 cm hög.

## Utdrag ur dikten
De första fyra stroferna i dikten lyder:
| ” | The blessed damozel leaned out From the gold bar of Heaven; Her eyes were deeper than the depth Of waters stilled at even; She had three lilies in her hand, And the stars in her hair were seven. Her robe, ungirt from clasp to hem, No wrought flowers did adorn, But a white rose of Mary's gift, For service meetly worn; Her hair that lay along her back Was yellow like ripe corn. Herseemed she scarce had been a day One of God's choristers; The wonder was not yet quite gone From that still look of hers; Albeit, to them she left, her day Had counted as ten years. (To one, it is ten years of years. . . . Yet now, and in this place, Surely she leaned o'er me—her hair Fell all about my face. . . . Nothing: the autumn fall of leaves. The whole year sets apace.) | „ |